# Muxammadkarim Xurramov
Muxammadkarim Shokir oʻgʻli Xurramov (ur. 4 kwietnia 1997) – uzbecki judoka. Olimpijczyk z Tokio 2020, gdzie zajął dziewiąte miejsce w wadze półciężkiej.
Uczestnik mistrzostw świata w 2018, 2019 i 2021. Srebrny medalista mistrzostw Azji w 2021; brązowy w 2017 i 2019. Mistrz świata wojskowych w 2023. Trzeci na Uniwersjadzie w 2019 roku.

## Letnie Igrzyska Olimpijskie 2020
| Konkurencja | Eliminacje                | Eliminacje         | Klas. końcowa |
| Konkurencja | Przeciwnik I              | Przeciwnik II      | Miejsce       |
| ----------- | ------------------------- | ------------------ | ------------- |
| 100 kg      | Benjamin Fletcher (IRL) Z | Aaron Wolf (JPN) P | 9.            |